# Teoria alegerii sociale
Teoria alegerii sociale sau alegerea socială reprezintă un cadru teoretic pentru analiza combinării opiniilor, preferințelor, intereselor sau a înțelegerilor individuale pentru a ajunge la o decizie colectivă sau bunăstare socială într-un anumit sens. Un exemplu non-teoretic al unei decizii colective este adoptarea unei legi sau a unui set de legi în cadrul unei constituții. Teoria alegerii sociale datează de la formularea lui Condorcet a paradoxului de la vot. Alegerea socială și valorile individuale ale lui Kenneth Arrow (1951) și teorema imposibilității lui Arrow în el sunt în general recunoscute ca bază a teoriei alegerii sociale moderne.  Pe lângă teorema lui Arrow și paradoxul de la vot, teorema lui Gibbard-Satterthwaite, teorema juriului Condorcet, teorema alegătorului median și teorema lui May se numără printre cele mai cunoscute rezultate din teoria alegerii sociale.
Alegerea socială combină elementele economiei bunăstării și ale teoriei votării. Este individualist din punct de vedere metodologic, prin faptul că agregează preferințele și comportamentele membrilor individuali ai societății. Folosind elementele de logică formală pentru generalitate, analiza provine dintr-un set de axiome aparent rezonabile ale alegerii sociale pentru a forma o funcție de bunăstare socială (sau constituție). Rezultatele au descoperit incompatibilitatea logică a diferitelor axiome, ca în teorema lui Arrow, dezvăluind o problemă de agregare și sugerând reformularea sau triajul teoretic în scăderea unor axiom (axiome).
Lucrările ulterioare, de asemenea, iau în considerare abordările privind compensațiile și corectitudinea, libertatea și drepturile, restricțiile domeniului axiomatic asupra preferințelor agenților, populațiile variabile, strategia de protecție a mecanismelor de alegere socială, resursele naturale, capacitățile și funcțiile bunăstării și bunăstare,, justiția și sărăcia.

## Legături externe
- List, Christian. „Social Choice Theory”. Stanford Encyclopedia of Phylosophy.
- Social Choice Bibliography by J. S. Kelly Arhivat în 23 decembrie 2017, la Wayback Machine.